# Ilex perlata
Ilex perlata är en järneksväxtart som beskrevs av Chieh Chen, Amp; S.C. Huang och Y.R. Li. Ilex perlata ingår i släktet järnekar, och familjen järneksväxter. Inga underarter finns listade i Catalogue of Life.